# 下哲
下 哲（しも さとし、1941年9月22日 ‐ 2003年8月29日）は、福岡県出身の元陸上競技選手。専門は三段跳。元日本学生記録保持者。1963年ユニバーシアードの金メダリスト。現在、主要世界大会の三段跳で金メダルを獲得した最後の日本人となっている。

## 経歴
福岡県に生まれるが、父親の移住で大阪に移った。
高校は近畿大学附属高等学校に進学。2年時の1958年には全国高等学校陸上競技対校選手権大会で5位入賞を果たした。翌年の1959年には第14回国民体育大会（高校生の部）を14m83で制したほか、第12回全国高校東西対抗陸上競技大会では同年度高校ランク1位の記録となる15m04をマークし、同年度の全国高等学校陸上競技対校選手権大会チャンピオン（井上大作）を破って優勝している。
大学は早稲田大学に進学。2年時の1961年には第30回日本学生陸上競技対校選手権大会で優勝、第45回日本陸上競技選手権大会を当時日本学生記録の15m92で制するなど活躍し、ソフィアで開催された第2回ユニバーシアードでは4位とメダルに迫った。3年時の1962年には第25回東京陸上競技選手権大会で当時日本学生記録の16m00をマークし、日本人5人目の16mジャンパーとなった。なお、この時は大学の先輩である桜井孝治も16m超えの16m12をマークしたため、日本人2人が同時に16m超えをマークした史上初の大会となった。4年時の1963年にはユニバーシアード代表選考会で当時日本歴代3位・当時日本学生記録の16m16をマークすると、ポルト・アレグレで開催された第3回ユニバーシアードを15m99で制し、初の世界一に輝いた。妻のみちるによれば、下にとってこの時の優勝が一番嬉しかった思い出なのだという。なお、主要世界大会（オリンピック・ユースオリンピック・世界陸上競技選手権大会・世界室内陸上競技選手権大会・世界ジュニア陸上競技選手権大会・世界ユース陸上競技選手権大会・ユニバーシアード）三段跳の日本人チャンピオンは下を最後に誕生していない。
大学卒業後は大昭和製紙に入社。1年目の1964年には東京オリンピックの日本代表を目指して日本陸上競技選手権大会に出場するも、大会前に脚の肉離れを起こした影響で代表の座を逃した。1966年には妻のみちると共に出場した第5回アジア競技大会で銀メダルを獲得。1967年には当時日本歴代3位の16m36をマークしたが、翌年のメキシコシティオリンピックに出場することは叶わなかった。
大昭和製紙を退社後は日本陸上競技連盟に務めたが、2003年8月29日に直腸癌のため死去した。

## 家族
妻のみちる（旧姓：倉持）は走幅跳を専門にしていた元陸上競技選手。1966年アジア競技大会で4位の実績を持つ。自己ベストは1966年にマークした当時日本歴代6位の6m03。
息子の仁も走幅跳を専門にしていた元陸上競技選手。1991年の日本陸上競技選手権大会を当時日本タイ記録・現ジュニア日本記録の8m10で制し、同年に東京で開催された世界陸上競技選手権大会に出場した実績を持つ。

## 主要大会成績

### 国際大会
| 年                               | 大会                       | 場所             | 種目   | 結果 | 記録  | 備考 |
| -------------------------------- | -------------------------- | ---------------- | ------ | ---- | ----- | ---- |
| 1961                             | 第2回ユニバーシアード (en) | ソフィア         | 三段跳 | 4位  | 15m58 |      |
| 1963                             | 第3回ユニバーシアード (en) | ポルト・アレグレ | 三段跳 | 優勝 | 15m99 |      |
| 1965                             | 第4回ユニバーシアード (en) | ブダペスト       | 三段跳 | 10位 | 15m34 |      |
| 1966                             | 第5回アジア競技大会 (en)   | バンコク         | 三段跳 | 2位  | 15m54 |      |
| 『日本陸上競技連盟七十年史』参照 |                            |                  |        |      |       |      |

### 日本陸上競技選手権大会
- 6位以内の成績を収めた大会を記載

| 年                               | 大会                         | 種目   | 結果 | 記録  | 備考             |
| -------------------------------- | ---------------------------- | ------ | ---- | ----- | ---------------- |
| 1961                             | 第45回日本陸上競技選手権大会 | 三段跳 | 優勝 | 15m92 | 当時日本学生記録 |
| 1962                             | 第46回日本陸上競技選手権大会 | 三段跳 | 2位  | 15m32 |                  |
| 1964                             | 第48回日本陸上競技選手権大会 | 三段跳 | 4位  | 15m61 |                  |
| 1965                             | 第49回日本陸上競技選手権大会 | 三段跳 | 5位  | 15m10 |                  |
| 1966                             | 第50回日本陸上競技選手権大会 | 三段跳 | 2位  | 15m24 |                  |
| 1967                             | 第51回日本陸上競技選手権大会 | 三段跳 | 5位  | 15m35 |                  |
| 1968                             | 第52回日本陸上競技選手権大会 | 三段跳 | 4位  | 15m32 |                  |
| 『日本陸上競技連盟七十年史』参照 |                              |        |      |       |                  |

### 獲得タイトル
- 優勝した主要大会を記載（主要国際大会と日本陸上競技選手権大会を除く）

| 1959                             | 第14回国民体育大会（高校生の部）     | 三段跳 | 14m83 |  |
| 1961                             | 第30回日本学生陸上競技対校選手権大会 | 三段跳 | 15m73 |  |
| 1962                             | 第31回日本学生陸上競技対校選手権大会 | 三段跳 | 15m35 |  |
| 1962                             | 第2回実業団・学生対抗陸上競技大会    | 三段跳 | 15m67 |  |
| 1963                             | 第32回日本学生陸上競技対校選手権大会 | 三段跳 | 15m67 |  |
| 1964                             | 第17回全国勤労者陸上競技大会         | 三段跳 | 16m04 |  |
| 1966                             | 第1回ニッカンナイター陸上            | 三段跳 | 15m79 |  |
| 『日本陸上競技連盟七十年史』参照 |                                      |        |       |  |

## 日本ランキング
- 10位以内に入った記録を記載

| 1960                             | 三段跳 | 8位 | 15m46 | 早稲田大学 |
| 1961                             | 三段跳 | 3位 | 15m92 | 早稲田大学 |
| 1962                             | 三段跳 | 3位 | 16m00 | 早稲田大学 |
| 1963                             | 三段跳 | 2位 | 16m16 | 早稲田大学 |
| 1964                             | 三段跳 | 6位 | 15m99 | 大昭和製紙 |
| 1965                             | 三段跳 | 5位 | 15m66 | 大昭和製紙 |
| 1966                             | 三段跳 | 3位 | 15m79 | 大昭和製紙 |
| 1967                             | 三段跳 | 1位 | 16m36 | 大昭和製紙 |
| 1968                             | 三段跳 | 2位 | 16m22 | 大昭和製紙 |
| 『日本陸上競技連盟七十年史』参照 |        |     |       |            |

## 主要世界大会三段跳の日本人金メダリスト
- 対象の大会は、オリンピック・ユースオリンピック・世界陸上競技選手権大会・世界室内陸上競技選手権大会・世界ジュニア陸上競技選手権大会・世界ユース陸上競技選手権大会・ユニバーシアード

| 年                   | 大会             | 場所             | 選手     | 記録  |
| -------------------- | ---------------- | ---------------- | -------- | ----- |
| 1928                 | オリンピック     | アムステルダム   | 織田幹雄 | 15m21 |
| 1932                 | オリンピック     | ロサンゼルス     | 南部忠平 | 15m72 |
| 1936                 | オリンピック     | ベルリン         | 田島直人 | 16m00 |
| 1963                 | ユニバーシアード | ポルト・アレグレ | 下哲     | 15m99 |
| 国際陸上競技連盟参照 |                  |                  |          |       |